# Cheilymenia oligotricha
Cheilymenia oligotricha är en svampart som först beskrevs av Petter Adolf Karsten, och fick sitt nu gällande namn av J. Moravec 1990. Cheilymenia oligotricha ingår i släktet Cheilymenia och familjen Pyronemataceae.   Inga underarter finns listade i Catalogue of Life.